# Pita Taufatofua
Pita Taufatofua, Tongaški tekvondoist * 5. november 1983
Taufatofua se je rodil v Avstraliji, vendar je odraščal v Tongi, kjer je tudi obiskoval šolo. S tekvondojem je začel ko je imel pet let. Visok je 191 cm, tehta pa 100 kilogramov.